# Isländische Fußballmeisterschaft der Frauen 1979
Die Isländische Fußballmeisterschaft der Frauen 1979 (isländisch 1. deild kvenna) war die achte Austragung der höchsten isländischen Spielklasse im Frauenfußball. Sie startete am 1. Juni 1979 und endete am 31. Juli 1979. Fünf Mannschaften trafen im Doppelrundenturnier aufeinander. Breiðablik Kópavogur gewann zum zweiten Mal die isländische Meisterschaft vor dem Titelverteidiger Valur Reykjavík und Rekordmeister FH Hafnarfjörður.

## Meisterschaft
Tabelle
| Pl. | Verein               | Sp. | S | U | N | Tore    | Diff. | Punkte |
| --- | -------------------- | --- | - | - | - | ------- | ----- | ------ |
| 1.  | Breiðablik Kópavogur | 8   | 5 | 1 | 2 | 012:700 | +5    | 11:50  |
| 2.  | Valur Reykjavík      | 8   | 3 | 3 | 2 | 012:700 | +5    | 09:70  |
| 3.  | FH Hafnarfjörður     | 8   | 3 | 2 | 3 | 008:900 | −1    | 08:80  |
| 4.  | Fram Reykjavík       | 8   | 3 | 1 | 4 | 010:110 | −1    | 07:90  |
| 5.  | ÍA Akranes           | 8   | 1 | 3 | 4 | 007:150 | −8    | 05:11  |

Kreuztabelle 
|                      | Breiðablik Kópavogur |     | FH Hafnarfjörður | Fram Reykjavík | ÍA Akranes |
| Breiðablik Kópavogur |                      | 0:2 | 1:2              | 3:1            | 3:1        |
| Valur Reykjavík      | 0:0                  |     | 2:0              | 0:0            | 4:0        |
| FH Hafnarfjörður     | 1:2                  | 2:1 |                  | 0:1            | 0:0        |
| Fram Reykjavík       | 0:2                  | 3:1 | 1:2              |                | 4:2        |
| ÍA Akranes           | 0:1                  | 2:2 | 1:1              | 1:0            |            |